# Malons-et-Elze
Malons-et-Elze ist eine französische Gemeinde mit 115 Einwohnern (Stand 1. Januar 2022) im Département Gard in der Region Okzitanien.

## Geografie
Malons-et-Elze ist die nördlichste Gemeinde des Départements Gard. Sie liegt auf einem Höhenzug der Cevennen östlich des Mont Lozère und westlich des Flusses Chassezac.

## Bevölkerungsentwicklung
| Jahr                       | 1962 | 1968 | 1975 | 1982 | 1990 | 1999 | 2007 | 2017 |
| -------------------------- | ---- | ---- | ---- | ---- | ---- | ---- | ---- | ---- |
| Einwohner                  | 160  | 99   | 95   | 98   | 88   | 83   | 94   | 125  |
| Quellen: Cassini und INSEE |      |      |      |      |      |      |      |      |